# 卡瓦尼奥洛
卡瓦尼奥洛（義大利語：Cavagnolo），是意大利北部皮埃蒙特大区都靈廣域市的一个市镇。总面积12.4平方公里，总人口2383，人口密度192.2人/平方公里（2010年12月31日）。